# Festival Internacional de Música de Cambrils

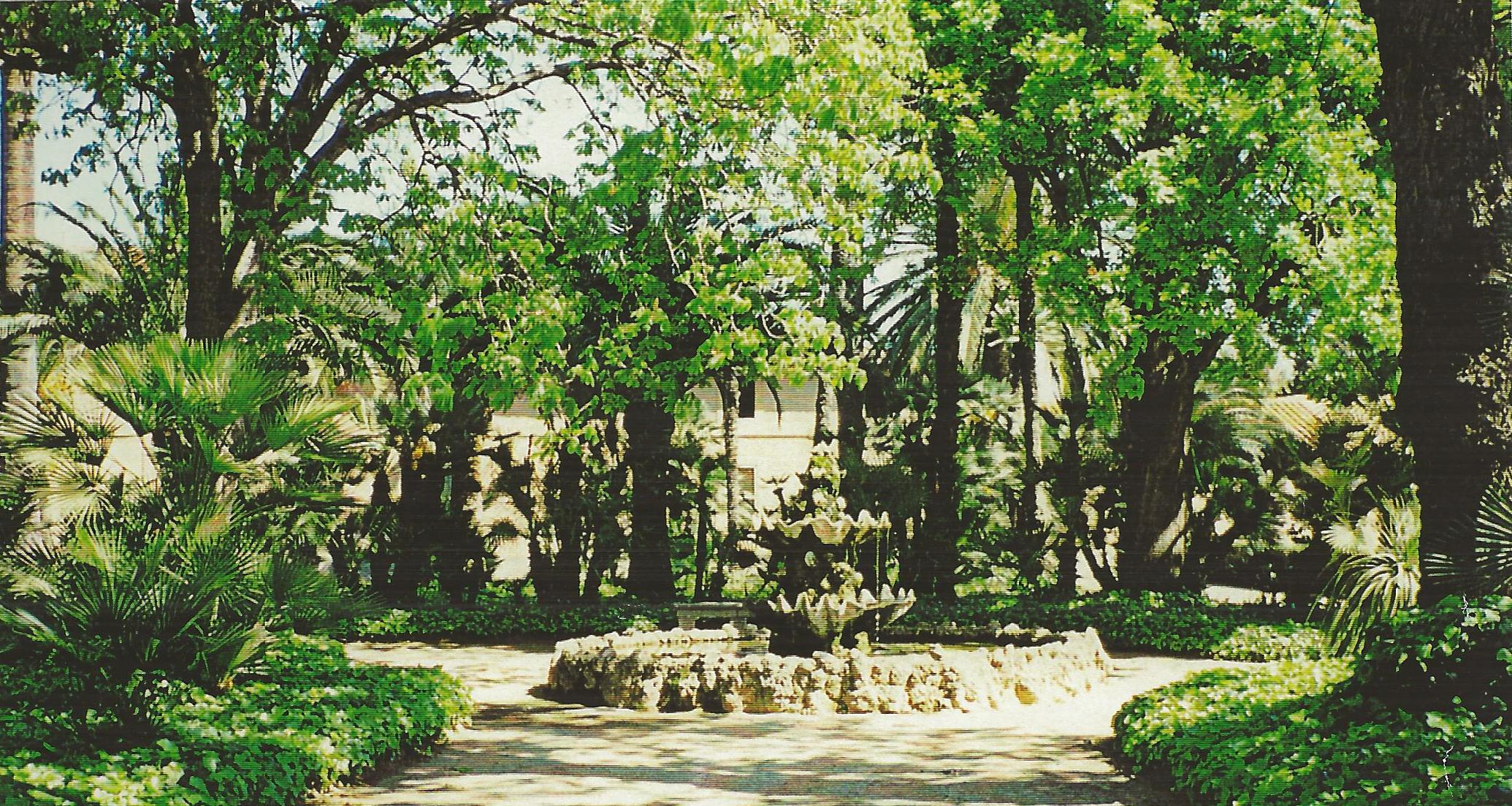
Jardín del Parc Samà

El Festival Internacional de Música de Cambrils (Tarragona) nace en 1974. Ángel Recasens Galbas (fundador y director de la coral Verge del Camí de Cambrils), José María Redondo (violoncelista) y Luis Recasens (Alcalde de Cambrils), grandes amantes de la música clásica, deciden organizar en verano un festival de música de cámara para fomentar el creciente atractivo turístico de la zona.
Desde su misma concepción, el Festival Internacional de Música de Cambrils ha estado muy vinculado al Parc Samà, histórico jardín botánico privado de 14 hectáreas situado entre los términos municipales de Cambrils y Montbrió de Tarragona. Dicho jardín, es reconocido Patrimonio Cultural Catalán desde 1993, fue diseñado por Josep Fontserè, maestro de Antoni Gaudí.
Dicha vinculación no es casualidad, sino una consecuencia del modo de ser de la familia Samá, propietaria de la finca, que a lo largo de las generaciones siempre se ha caracterizado por su talante abierto e interesado por todas las manifestaciones políticas, culturales y sociales coetáneas.
El Parc Samà, ya en época de su fundador, Salvador Samá y Torrens, y dadas sus vinculaciones políticas, fue centro de reunión de numerosos personajes de la época. En él se organizaban habitualmente cenas cuyo tema principal era la política, tanto a nivel regional como nacional, ya que Salvador Samá y Torrens fue alcalde de Barcelona y diputado en las Cortes Catalanas.
Fue Salvador Samá y Sarriera, Marqués de Marianao y nieto mayor del fundador del parque, quien cedió gratuitamente los jardines para celebrar el I Festival Internacional de Música de Cambrils. El Parc Samà fue considerado el marco ideal para este proyecto, ya que aparte de su belleza natural y proximidad a la villa (3 km), disponía de espacios abiertos donde se podría ubicar el escenario, público y aparcamiento de vehículos. Desde el primer momento Salvador Samá y Sarriera apoya la nueva iniciativa de los tres promotores, ya que le ilusiona la idea de que su jardín acoja los conciertos.

## I Festival Internacional de Música de Cambrils
El I Festival Internacional de Música de Cambrils se celebró entre los días 1 y 10 de septiembre de 1974. Patrocinado por el Ayuntamiento de Cambrils y por el Ministerio de Información y Turismo se montó un escenario entre el lago y la casa-palacio del Parc Samà con una concha de fondo, a la vez que se iluminó el jardín. La acústica del concierto, un desafío en espacios abiertos, quedó perfectamente resuelta por el ingeniero de sonido Jeannot Meerch.
El festival inauguró con el "Robert Schumann quartet" ante más de mil personas entre los que se encontraba el Ayuntamiento de Cambrils en pleno, alcaldes de localidades cercanas, personal del mundo de la música, periodistas y público en general. Siguieron el "Trío de Lucerna" y la "Coral Verge del Camí". Este primer ciclo del festival finalizó con un rotundo éxito de público y crítica que sorprendió a los propios promotores por no ser la música de cámara el tipo de música más demandado por el gran público. 
Tras el concierto de clausura, el Diario de Tarragona publicó un artículo titulado "Cambrils: gran éxito del Festival Internacional de Música de Cámara" en uno de cuyos extractos se decía: "El éxito artístico ha sido extraordinario y del mismo se ha hecho eco ampliamente la prensa, la televisión y la radio. Radio Nacional de España ha grabado los dos últimos conciertos para ofrecerlos en diferido a sus oyentes de toda España".
El periodista Joan Guinjoan escribía: "A juzgar por la audición que tuve la oportunidad de oír en el espléndido marco que ofrece el Parc Samà, es evidente que la estructuración y organización del ciclo ha sido impecable hasta el más mínimo detalle". También Oriol Martorell en el "Dominical" del Diario de Tarragona, hacía una elogiosa crítica.

## Consolidación del festival
A partir de este gran éxito se decidió seguir con el festival y celebrarlo cada año, nunca con el objetivo de ganar dinero, sino para promocionar la música clásica. Al mismo tiempo se creó el Patronato Pro Música de Cambrils bajo la presidencia de los Recasens que trabaja todo el año para organizar el Festival con la ayuda de distintas empresas patrocinadoras.
Las sucesivas ediciones del festival se han ido celebrando en el parque gracias al apoyo continuo que tras Salvador Samá y Sarriera han dado las distintas generaciones de la familia Samá: Jaime Samá y Sarriera, hermano de Salvador; su sobrino Alfonso de Fontcuberta Samá; la mujer de este, Isabel Juncadella García y la hija de ambos, Mariana de Fontcuberta Juncadella.
Fue en época de Alfonso de Fontcuberta (entre 1980 y 1991), cuando el Festival alcanzó su más alto nivel tanto por la categoría de los artistas como por afluencia del público y repercusión en los medios, convirtiéndose en uno de los más importantes de Cataluña. El exótico jardín del Parc Samà ha presenciado la interpretación de numerosos artistas destacando el Trío Federico Mompón (1982), José Carreras (1983), Montserrat Caballé (1984), Narciso Yepes, el "Trío Barcelona" (formado por Josep Atenelle y los hermanos Lluís y Gerard Claret), Igor Oistrakh y el tenor Pedro Lavirgen.
A través de los años la celebración del festival se adelantó a finales de julio respecto al periodo original en septiembre, se mejoraron los elementos técnicos (luces y sonido) y el escenario se hizo polivalente para acoger también ballets y óperas. Así, entre las orquestas que han actuado destacan la Orquesta Nacional de Francia y the European Comunita Chamber Orquestra. El Ballet Nacional de España bajo la dirección de María de Ávila, el Ballet de Cristina Hoyos, el Ballet de Kiev, el de Minsk y el Ballet y coros del ejército ruso han actuado con gran éxito. En el panorama lírico, destaca el recital del tenor reusense de padre cambrilense Carlos Ivan Borràs en  1997, siendo el último cantante en cantar sin amplificación en los jardines al aire libre. Otras modalidades artísticas también han tenido su cabida en los escenarios del Parc Samà, como el flamenco con Antonio Canales (2002), óperas como Don Giovanni (Mozart) y Rigoletto (Verdi) y cantautores como Luis Eduardo Aute.
En 1994 se celebró el vigésimo aniversario del Festival Internacional de Música de Cambrils en la que el alcalde Josep Font impuso la primera medalla de oro del Festival al entonces propietario del Parc Samà, Alfonso de Fontcuberta Samá, Marqués de Marianao, por haber cedido su familia durante veinte años los jardines del parque desde 1974.